# Rune Eliasson (läkare)
Bengt Rune Gustaf Eliasson, född den 2 januari 1927 i Göteborg, död den 31 januari 2020 i Hässelby församling, Stockholm, var en svensk läkare.
Eliasson avlade studentexamen 1948, medicine kandidatexamen vid Uppsala universitet 1952 och medicine licentiatexamen vid Karolinska institutet i  Stockholm 1957. Han promoverades till medicine doktor 1959. Eliasson var amanuens vid Uppsala universitets fysiologiska institution 1951, amanuens och assistent vid Karolinska institutets fysiologiska institution 1952–1959, docent i fysiologi vid Karolinska institutet 1959, medicinsk chef vid Pharmacia i Uppsala 1960–1961, extra ordinarie docent och högskolelektor vid Karolinska institutets fysiologiska institution 1960–1993, konsultläkare vid Karolinska sjukhuset 1974–1988 och verksam vid Sophiahemmet från 1974. Han var president i International Society of Andrology 1972–1981, styrelseordförande i International Journal of Andrology 1978–1993, kassör i European Academy of Andrology 1993–1998. Eliasson publicerade skrifter i fysiologi, biokemi, farmakologi och andrologi. Han vilar i minneslund på Råcksta begravningsplats.